# Малкольм IV (король Шотландії)
Малкольм IV Дівча (1141 — 9 грудня 1165) — король Шотландії у 1153–1165 роках.

## Життєпис
Походив з династії Данкельдів. Син Генріха, графа Гантінгтона та Нортумбрії, та Ганни Варрен. Після смерті у 1152 році батька, став графом й спадкоємцем шотландського трону. Його дід Давид I призначив регентом при ньому майбутнього короля Дункана, мормера Файфу. Вже у 1153 році, після смерті діда, Малкольм стає королем.
З початку коронування Малкольм IV та його регент зіткнулися з повстанням родичів та протидією володарів королівства Аргайл. Втім до 1157 році цих ворогів було подолано. Водночас передав графство Нортумбрію своєму брату Вільгельму, а саме залишив графства Камбрію, за яку приніс присягу Генріху II, королю Англії. Незабаром останній змусив обміняти у Малкольма IV титул графа Камбрійського та графа Гантінгтонського. У 1159 король Шотландії супроводжував короля Англії під час походу проти графства Тулузького, де Малкольма було висвячено на лицаря.
Повернувшись у 1160 році до Шотландії, король зіткнувся з повстанням на чолі з Ферхаром, мормером Стратерна. Втім, завдяки Дункану II, мормеру Файфу, вдалося укласти мир між мормерами та королем. Після цього Малкольм IV рушив проти Фергуса, володаря Галловея, який не визнавав королівської влади. Бунтівника було розбито та захоплено у полон. Фергус вимушений був стати ченцем.
У 1163 році король тяжко захворів, цим вирішив скористатися Сомерлед, король Аргайлу, який виступив проти Малкольма IV. Вороги взяли в облогу Глазго, проте королівський військовик Волтер ФіцАлан у 1164 році завдав ворогам нищівної поразки — загинули Сомерлед та його син.
Король все менше часу приділяв державним справам у зв'язку із хворобою, від якої він помер 9 грудня 1165 року. Владу успадкував його брат Вільгельм.